# 飛驒山脈
飛驒山脈（日语：／ Hida sanmyaku */?）為日本橫跨富山縣、岐阜縣、長野縣與新潟縣的山脈，又稱北阿爾卑斯。飛驒山脈與木曾山脈（中央阿爾卑斯）、赤石山脈（南阿爾卑斯）共同組成日本阿爾卑斯山脈。
山脈主要部分皆屬於中部山岳國立公園。山脈最高峰是標高3,190公尺的奧穗高岳，是僅次於富士山與北嶽的日本第三高山。

## 地質
相較於木曾山脈與赤石山脈是由斷層運動形成的山脈，飛驒山脈則是火山活動與斷層運動複合形成。其過程大致可分為兩階段，第一階段是約270萬年前至約150萬年前的大型長英質岩漿形成期，與東西壓縮急速隆起成3000公尺級山脈的130萬年前至今。
在上新世，現在的飛驒山脈是一座從本州突出日本海的半島，海拔不高。該半島主要由侏羅紀的增生楔與花崗岩組成。
第一階段的270萬年前至150萬年前，現在的飛驒山脈地下形成了大型長英質岩漿庫。岩漿庫的浮力引發了地殼均衡，讓此地隆起成標高1000公尺左右的高地。該火成活動形成了破火山口，帶來火山碎屑流堆積物及廣域火山灰，並噴發出總量約1300 km3 DRE的岩漿。代表活動有約225萬年前的谷口火碎流、約175萬年前的丹生川火碎流、惠比壽峠火碎流、約165萬年前的大峰火碎流等。
第一階段結束後進入溫和的地殼運動期，接著在約130萬年前進入急速隆起的第二階段。此階段的隆起是由於岩漿的熱度導致地殻脆化，加上東西水平壓縮應力造成此處挫曲變形所導致。水平壓縮應力可能來自於日本海東緣變動帶（300萬年前～），與伊豆地塊推擠本州（約100萬年前～）。此階段在100萬年前急速隆起，形成3000公尺級山岳。隆起也導致約120萬年前瀧谷花崗閃綠岩、約80萬年前黑部川花崗岩等在地下固化的長英質岩漿露出地表。這些花崗岩也是全世界中生成年代最新的花崗岩。另外，第一階段形成的破火山口也因為挫曲變形向東側傾斜，破火山口西側構造則遭侵蝕。第二階段有約60萬年前的上寶火碎流、約35萬年前的奧飛驒火碎流等大規模火山碎屑流，以及燒岳、立山等火山活動。然而，受到水平壓縮應力的影響，岩漿難以在地殼內上升，因此本階段噴出的岩漿總量僅約300 km3 DRE，大幅少於第一階段。
飛驒山脈多火山，過去曾被劃為乘鞍火山帶。
此山脈擁有發達的南北向切割與崩塌地形。這是由於隆起速度快，導致侵蝕作用強勁，加上花崗岩因斷層運動形成脆弱的破碎風化土，以及60萬年前冰河期的冰蝕作用等因素所導致。

## 地形

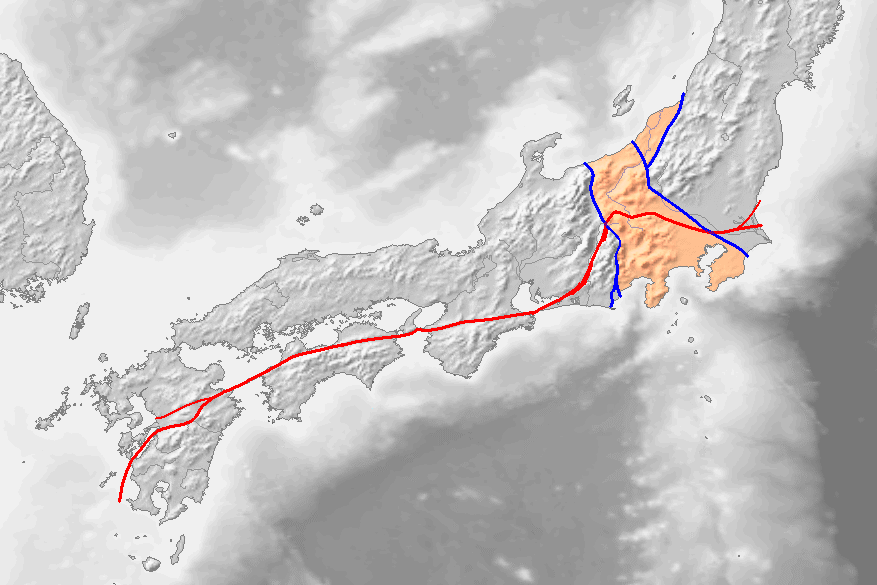
橙色範圍是中央大地溝帶，紅線是中央構造線

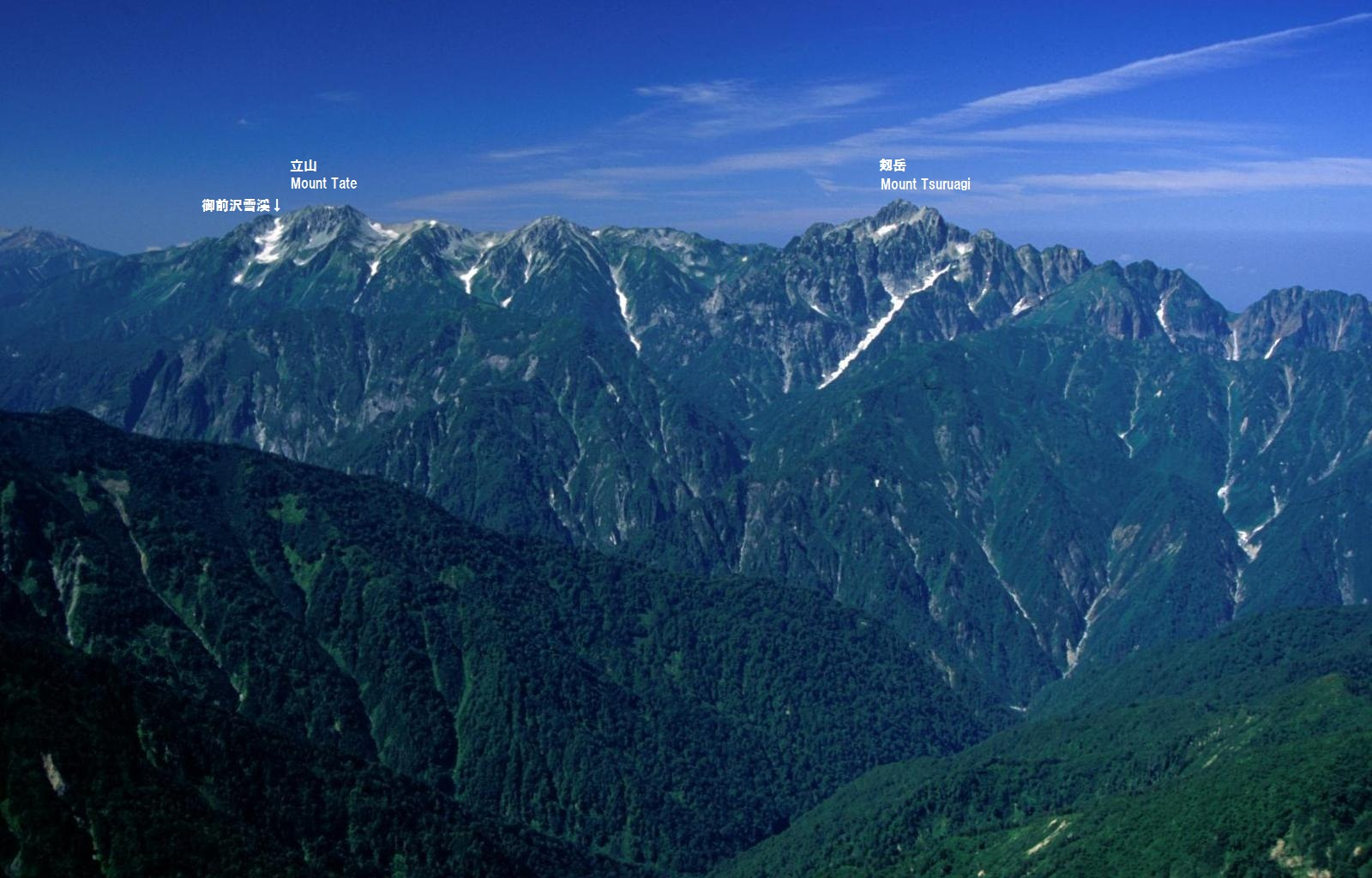
五龍岳眺望立山連峰冰河群

飛驒山脈呈巨大Y字型。流過Y字中心的是著名的黑部川與黑部峽谷。
Y字型的西側稜線是劍岳、立山等所在的立山連峰，東側稜線是白馬岳、鹿島槍岳等所在的後立山連峰。後立山連峰東側有糸魚川靜岡構造線通過。
這兩條稜線在南側的黑部川源頭相連，接點位置為三俣蓮華岳。稜線接著往東南方延伸，經西鎌尾根連結槍穗高連峰，再從穗高岳經西穗高岳稜線、燒岳至最南端乘鞍岳。另一方面，北方的東側稜線從白馬岳經朝日岳延伸到交通難關親不知與日本海。
主稜線東側是前衛山群常念山脈，從唐澤岳、餓鬼岳經燕岳、大天井岳、常念岳至霞澤岳。包含安曇野所在的松本盆地等長野縣平地地區，所見到的多數山峰都屬於常念山脈。從燕岳經大天井岳至槍岳的登山路線稱作表銀座縱走路線。從烏帽子岳經鷲羽岳、雙六岳至槍岳的登山路線稱作裏銀座縱走路線。而從立山連峰太郎山經北俣岳、黑部五郎岳、三俣蓮華岳至槍岳的登山路線則稱作西銀座鑽石路線。
主稜線的樅澤岳往西南方向是與槍穗高連峰以蒲田川相隔的笠岳、錫杖岳。
末次冰期的飛驒山脈冰河發達，形成現在的槍岳槍澤、穗高岳涸澤等圈谷群。現在冰河大幅縮小，僅剩立山連峰的立山與劍岳有全長1公里上下的小規模雪崩累積型谷冰河。

## 植被

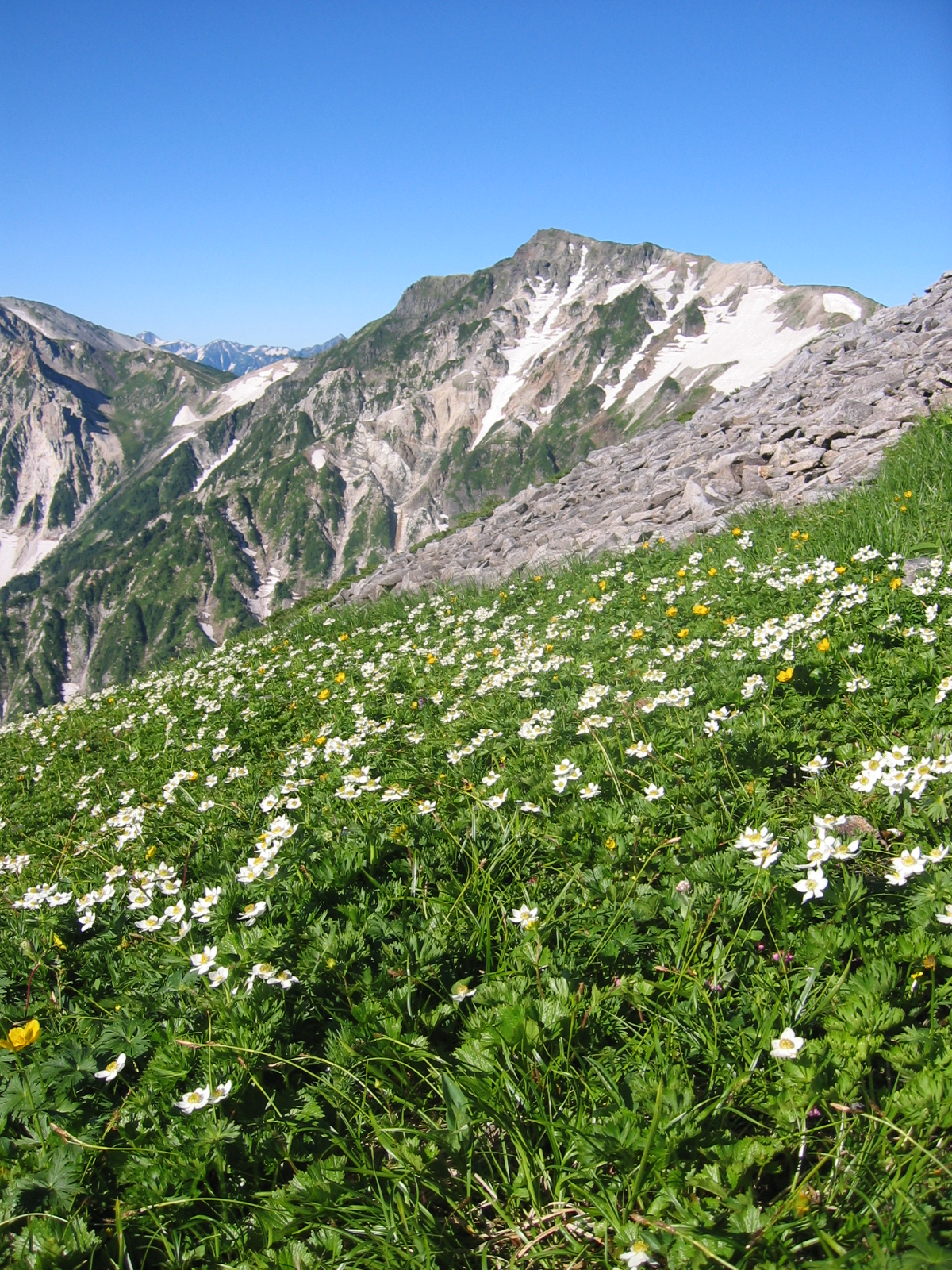
白馬岳高山寒原

飛驒山脈的侵蝕作用更甚於赤石山脈，山容十分急峻。發達的侵蝕作用使得岩盤露出、缺乏土壤，植物相也相對貧弱。不過，白馬岳周邊、三俣蓮華岳、北俣岳・雙六岳・蝶岳等較為和緩的山，則發展出非常大規模的高山植物寒原。特別是降雪量的差異，使得飛驒山脈有著比赤石山脈更為豐富的濕性高山寒原。
由於南北降雪量不同，降雪較少的南部有較為發達的亞高山針葉林，而北部靠近日本海的白馬岳一帶，由於降雪量大，亞高山針葉林較為貧弱。取而代之的是低木化的水楢（深山楢）與岳樺等偽高山帶植被。南部的森林界線約在2,400-2,500公尺，北部受到積雪影響，部分森林界限大幅降低。森林界限的植被以偃松為主。
|                         |              |      |      |
| 信濃金梅 群生地（笠岳） | 駒草（燕岳） | 偃松 | 水楢 |

## 主要山岳
| 雪倉岳▲ 朝日岳▲ 白馬岳 ▲鑓岳 ▲唐松岳 ▲五龍岳 ▲鹿島槍岳 ▲爺岳 針之木岳 ▲ 蓮華岳 ▲烏帽子岳 劍岳▲ 立山 ▲別山 奧大日岳▲ 僧岳▲ 毛勝山▲ 藥師岳▲ 鍬崎山▲ 犬岳▲ 穗高岳 ▲常念岳 ▲蝶岳 黑部五郎岳▲ 笠岳▲ 奧丸山▲ 三俣蓮華岳 ▲鷲羽岳 赤牛岳▲ 水晶岳▲ 雙六岳▲ 槍岳 ▲大天井岳 ▲燕岳 ▲有明山 ▲乘鞍岳 ▲十石山 ▲野口五郎岳 燒岳▲ 霞澤岳 鉢盛山▲ 弓折岳▲ 餓鬼岳 安房峠● 野麥峠● 上高地 親不知 日本海 雲之平 仁 科 三 湖 高瀨水壩 黑部水壩 奈川渡水壩 有峰水壩 大正池 |
| 飛驒山脈地形圖。 |

### 主稜線
- 蓮華岳 - 北葛岳 - 船窪岳（日语：船窪岳） - 不動岳 - 南澤岳 - 烏帽子岳（日语：烏帽子岳 (飛騨山脈)）（日本二百名山）
- 三岳（三ツ岳） - 野口五郎岳（日语：野口五郎岳）（日本三百名山） - 真砂岳（日语：真砂岳） - 鷲羽岳（日语：鷲羽岳）（日本百名山）
- 三俣蓮華岳（日语：三俣蓮華岳）（日本三百名山） - 雙六岳（日语：双六岳） - 樅澤岳（日语：樅沢岳） - 槍岳（日本百名山）
- 大喰岳（日语：大喰岳） - 中岳（日语：中岳 (北アルプス)） - 南岳（日语：南岳 (北アルプス)） - 大切戶（日语：大キレット）
- 穂高連峰 - 最高峰（奧穗高岳）（日本百名山） - 前衛峰（日语：ジャンダルム） - 間之岳（日语：間ノ岳 (北アルプス)）
- 燒岳（日本百名山）
- 赤棚山（日语：アカンダナ山）
- 乘鞍岳（日本百名山）

### 立山連峰
- 僧岳（日语：僧ヶ岳） - 毛勝山（日语：毛勝山）（日本二百名山） - 劍岳（日本百名山）
- 大日岳（日语：大日岳 (大日連峰)） - 奧大日岳（日语：奥大日岳）（日本二百名山） - 別山（日语：別山）
- 立山（日本三名山） - 淨土山（日语：浄土山） - 五色原（日语：五色ヶ原 (立山連峰)）
- 藥師岳（日语：薬師岳）（日本百名山） - 北俣岳（日语：北ノ俣岳） - 黑部五郎岳（日语：黒部五郎岳）（日本百名山）

### 後立山連峰
- 親不知 - 白鳥山（日语：白鳥山 (新潟県・富山県)） - 犬岳（日语：犬ヶ岳 (新潟県・富山県)） - 朝日岳（日语：朝日岳 (飛騨山脈)） - 雪倉岳（日语：雪倉岳）（日本二百名山） - 鉢岳（日语：鉢ヶ岳）
- 白馬乘鞍岳（日语：乗鞍岳 (白馬連峰)） - 小蓮華山（日语：小蓮華山）
- 白馬岳（日本百名山） - 杓子岳（日语：杓子岳） - 鑓岳（日语：鑓ヶ岳）
- 唐松岳山（日本三百名山） - 白岳（日语：白岳 (飛騨山脈)） - 五龍岳（日语：五竜岳）（日本百名山） - 鹿島槍岳（日语：鹿島槍ヶ岳）（日本百名山）
- 爺岳（日语：爺ヶ岳）（日本三百名山） - 鳴澤岳（日语：鳴沢岳） - 赤澤岳（日语：赤沢岳） - スバリ岳（日语：スバリ岳） - 針之木岳（日语：針ノ木岳）（日本二百名山） - 針之木峠（日语：針ノ木峠）
- 初雪山（日语：初雪山）

### 黑部川源流部
- 赤牛岳（日语：赤牛岳）（日本二百名山） - 水晶岳（日本百名山） - 祖父岳（日语：祖父岳） - 雲之平（日语：雲ノ平）

### 常念山脈
- 唐澤岳 - 餓鬼岳（日语：餓鬼岳）（日本二百名山） - 有明山（日语：有明山 (安曇野市・松川村)）（日本二百名山）
- 燕岳（日本二百名山） - 大天井岳（日语：大天井岳）（日本二百名山） - 東天井岳（日语：東天井岳） - 橫通岳（日语：横通岳） - 常念岳（日语：常念岳）（日本百名山）
- 蝶岳（日语：蝶ヶ岳） - 大瀧山（日语：大滝山 (飛騨山脈)） - 六百山（日语：六百山） - 霞澤岳（日语：霞沢岳）（日本二百名山）

### 岐阜縣側
- 弓折岳（日语：弓折岳） - 拔戶岳（日语：抜戸岳） - 笠岳（日语：笠ヶ岳）（日本百名山） - 錫杖岳（日语：錫杖岳）
- 奧丸山（日语：奥丸山）
- 寺地山（日语：寺地山）

有時也會把乘鞍岳南方延長線上的御嶽山劃入，但一般御嶽山都認為是獨立峰。
國土地理院的日本主要山岳標高一覽，到鎌峰為止是「飛驒山脈南部」，御嶽山是屬於「御嶽山與其周邊」。（御嶽山系）

## 畫廊

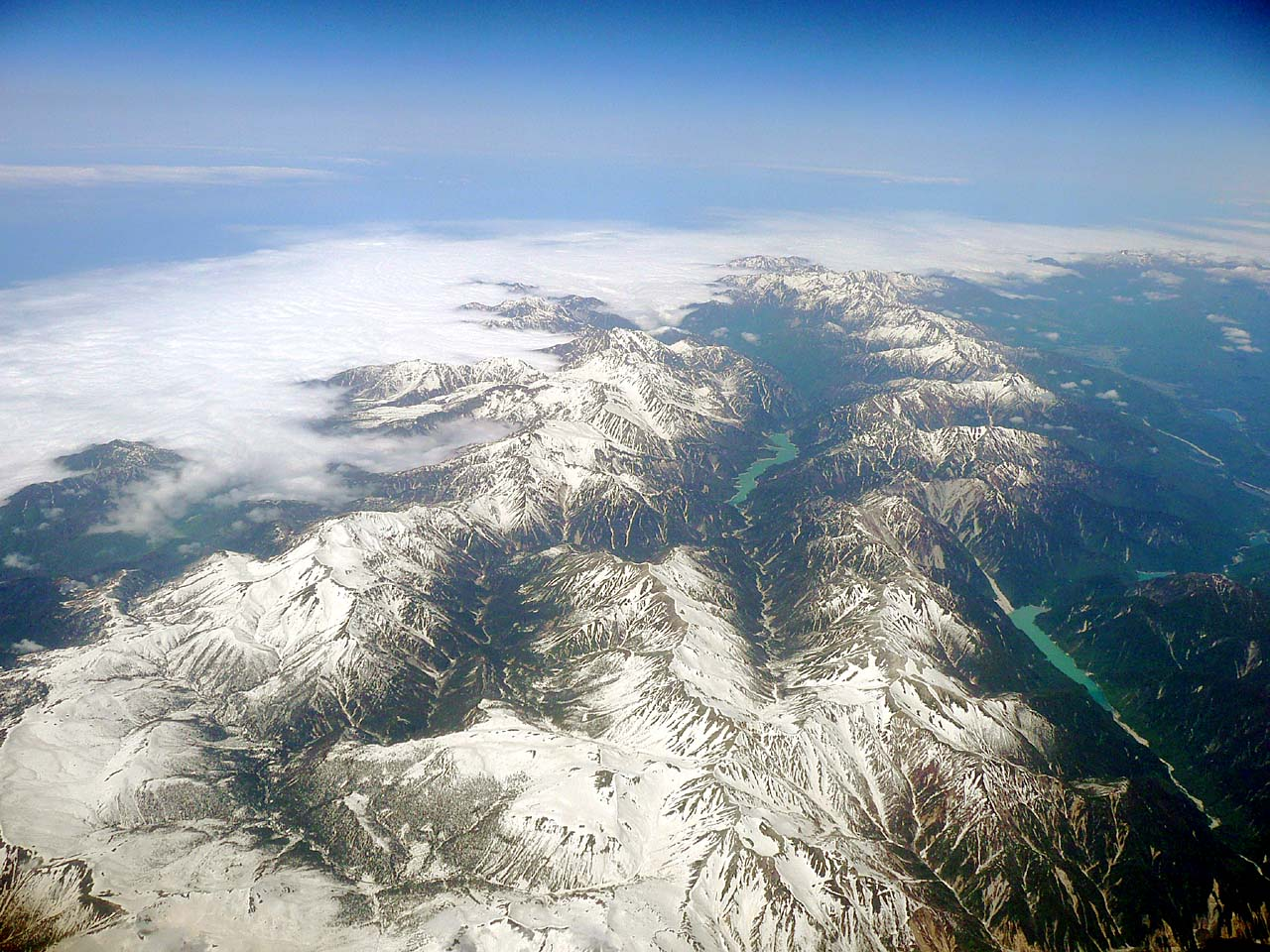
飛驒山脈
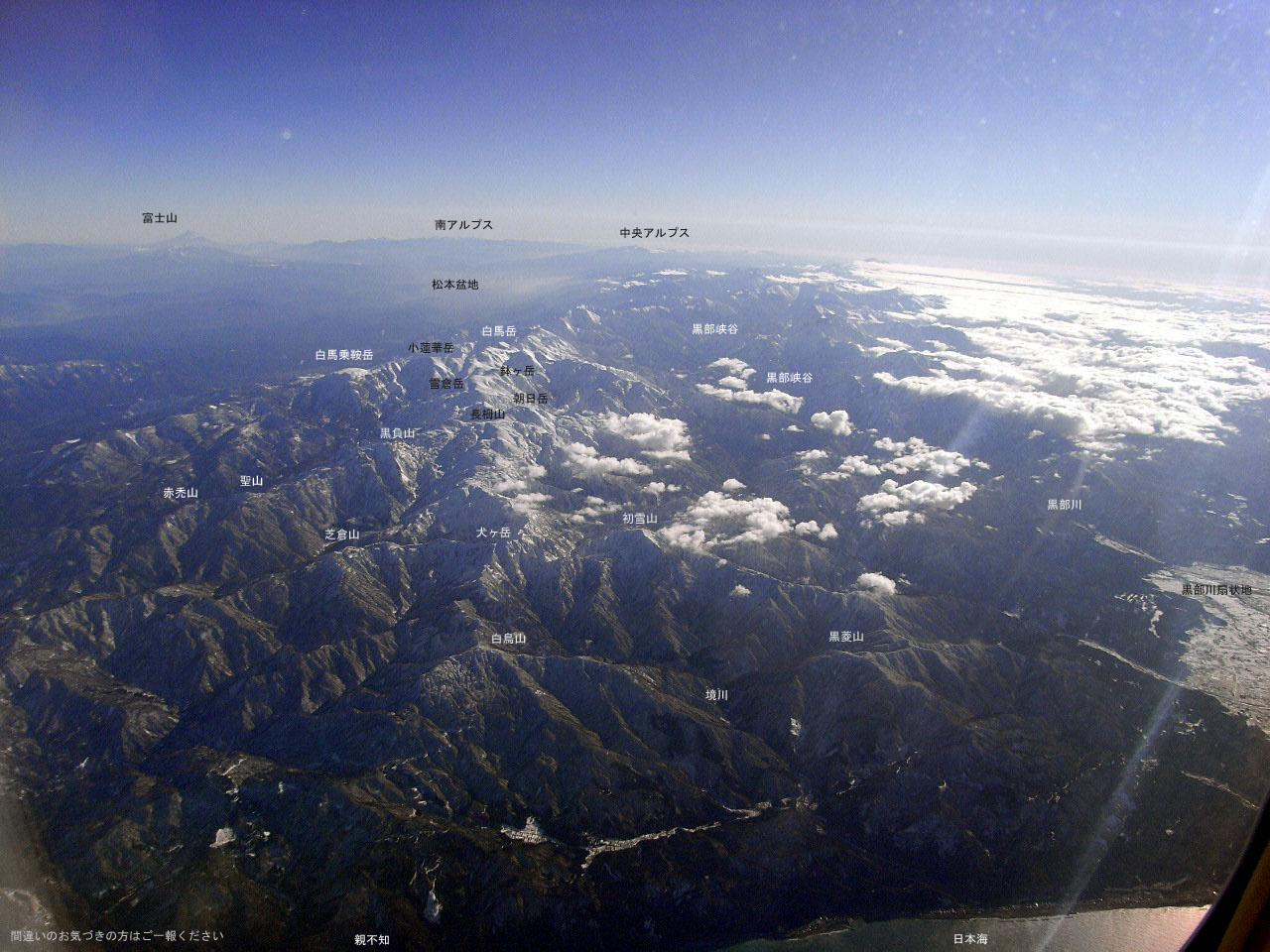
親不知空拍 後立山連峰（栂海新道）
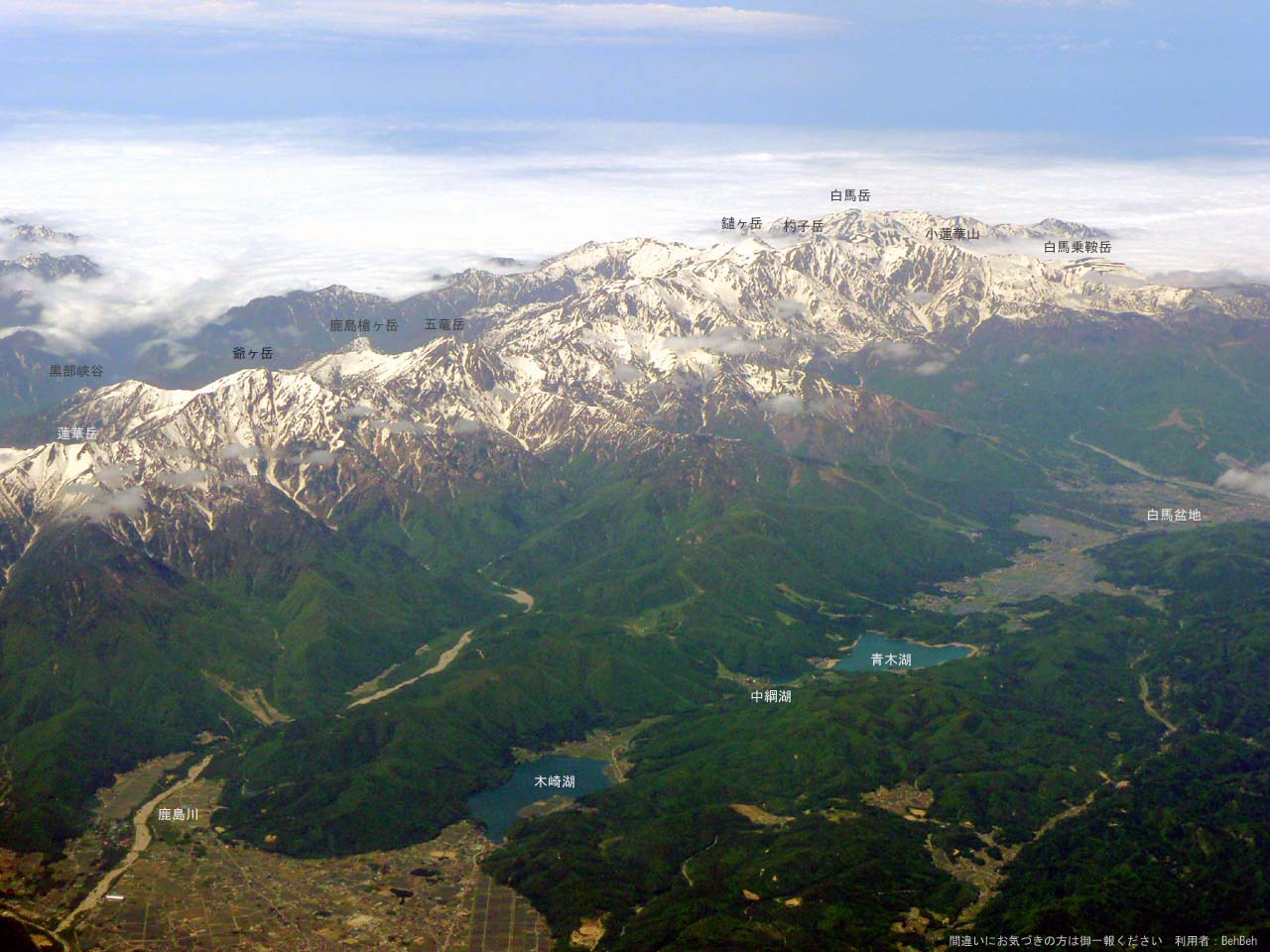
大町市空拍
後立山連峰與仁科三湖（日语：仁科三湖）
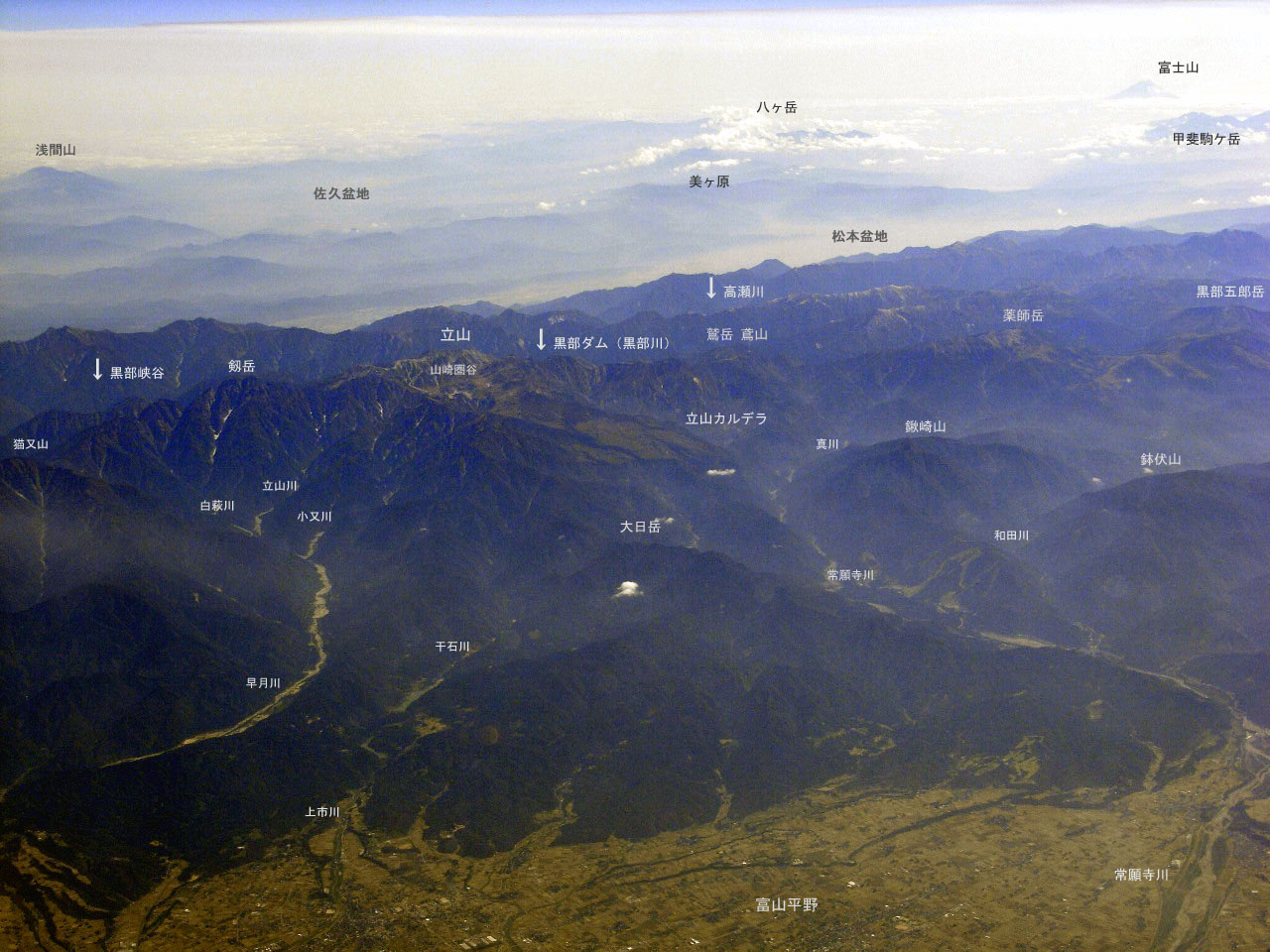
富山平原空拍 立山連峰
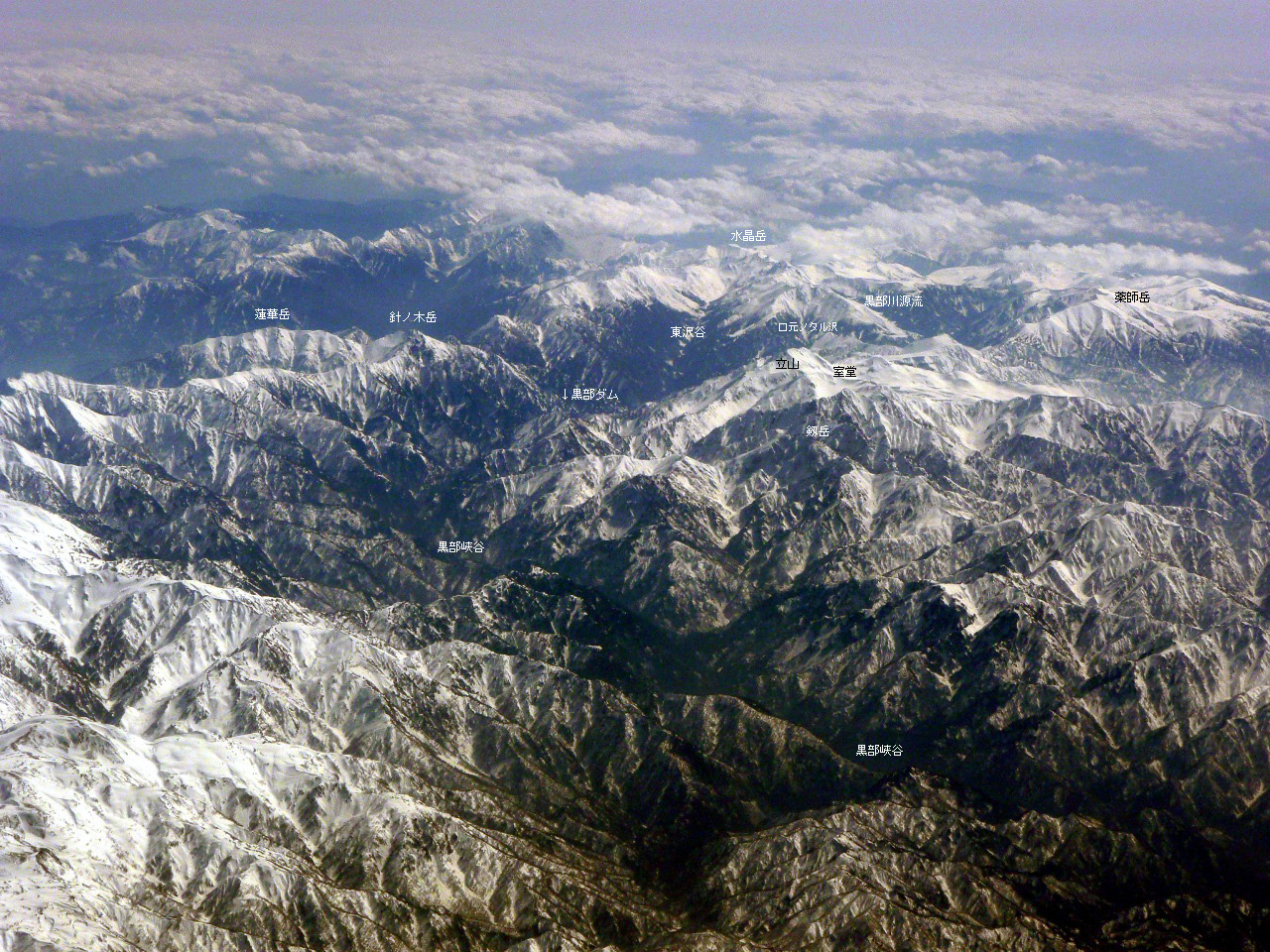
黑部川空拍 立山連峰、後立山連峰（左）
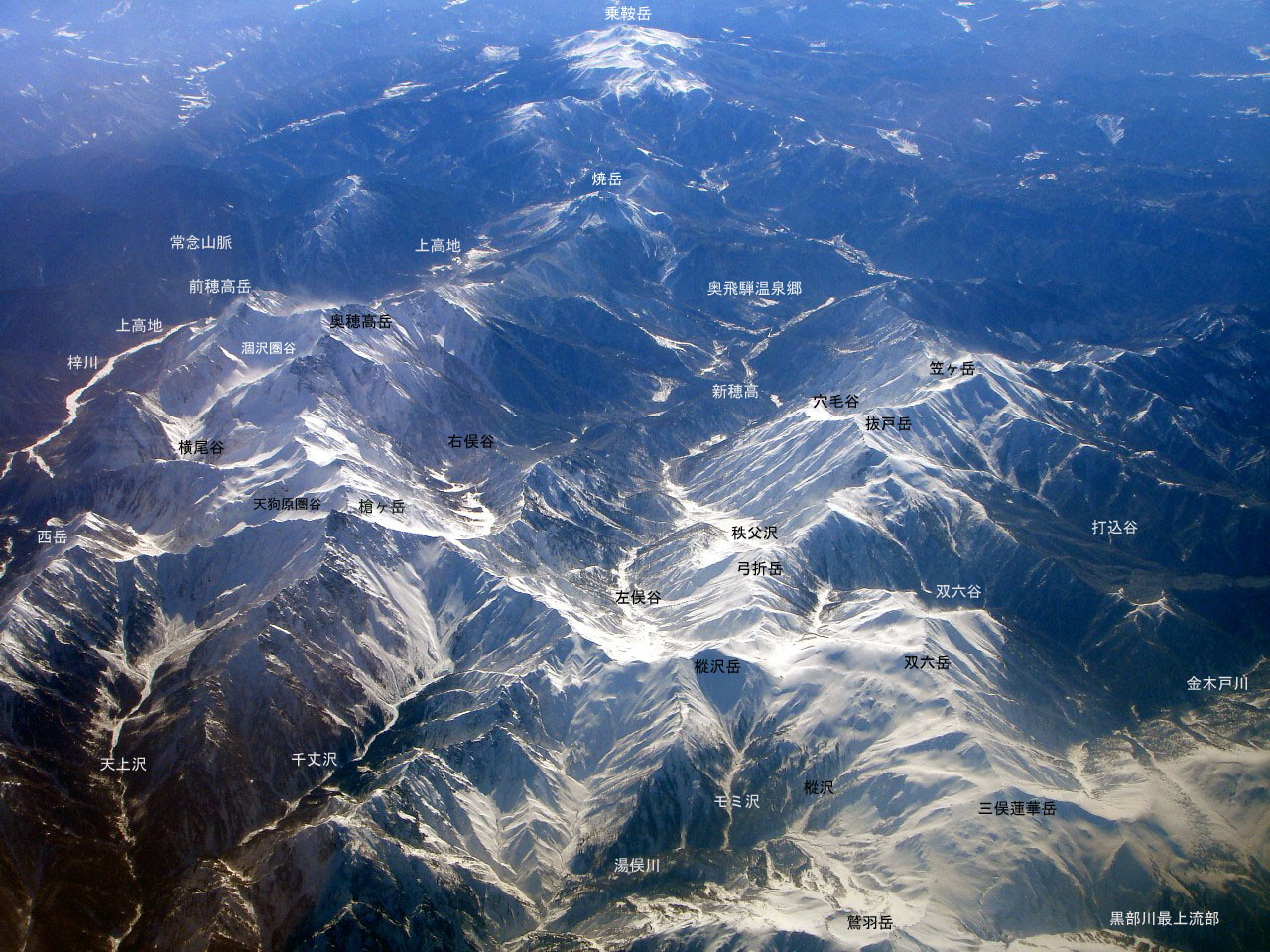
黑部川最上游空拍 飛驒山脈南部
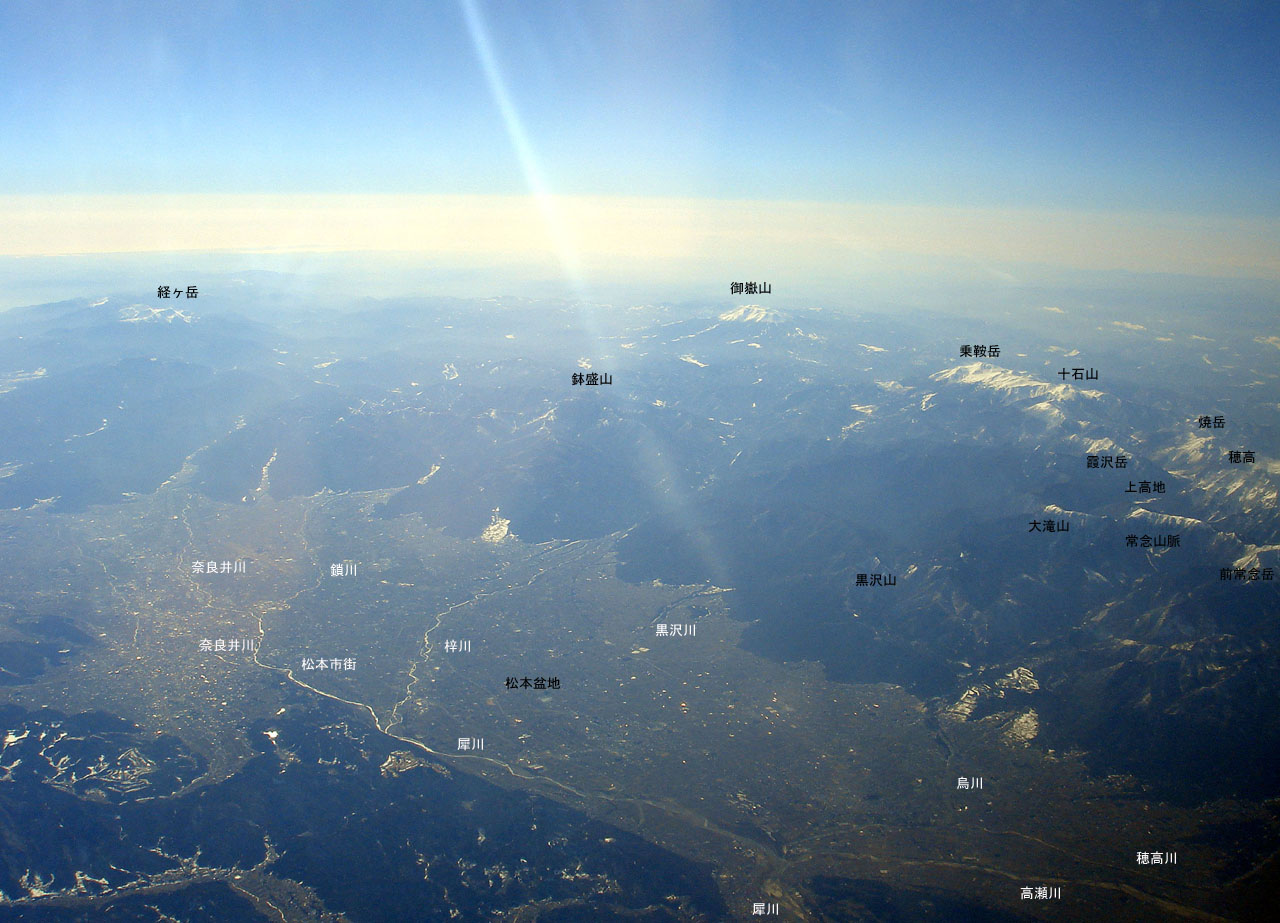
豐科空拍 飛驒山脈南部與松本盆地
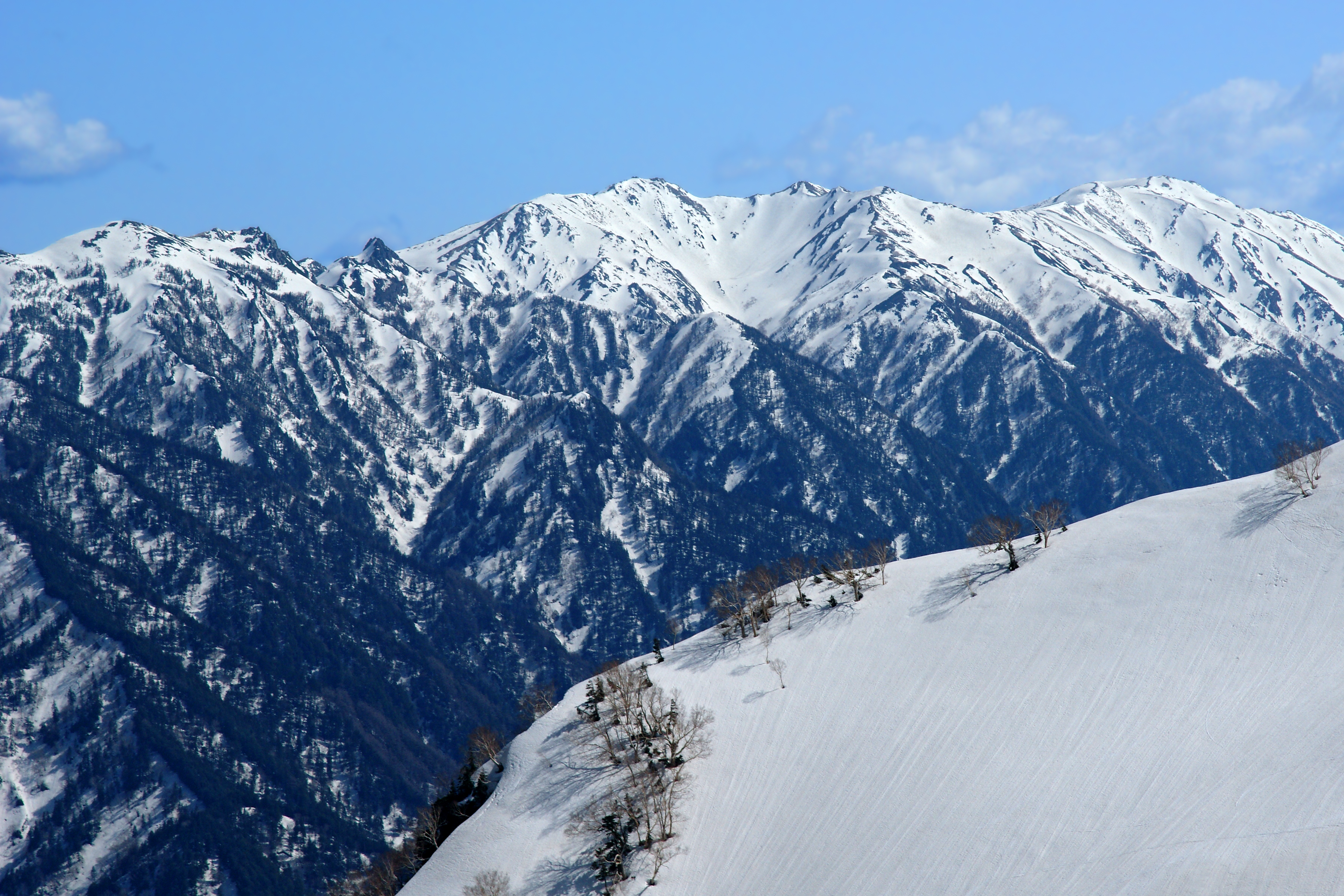
大觀峰所見的不動岳與南澤岳
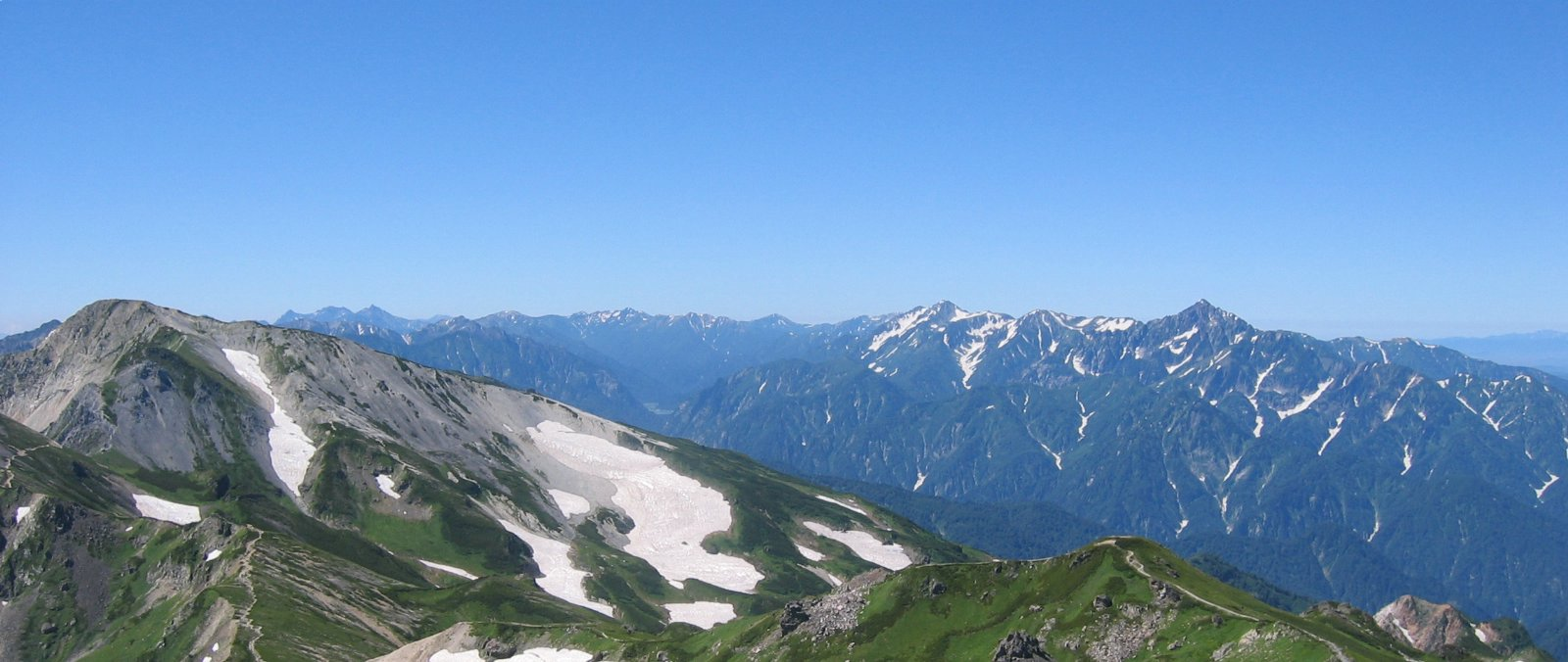
白馬岳眺望 主稜線至立山連峰
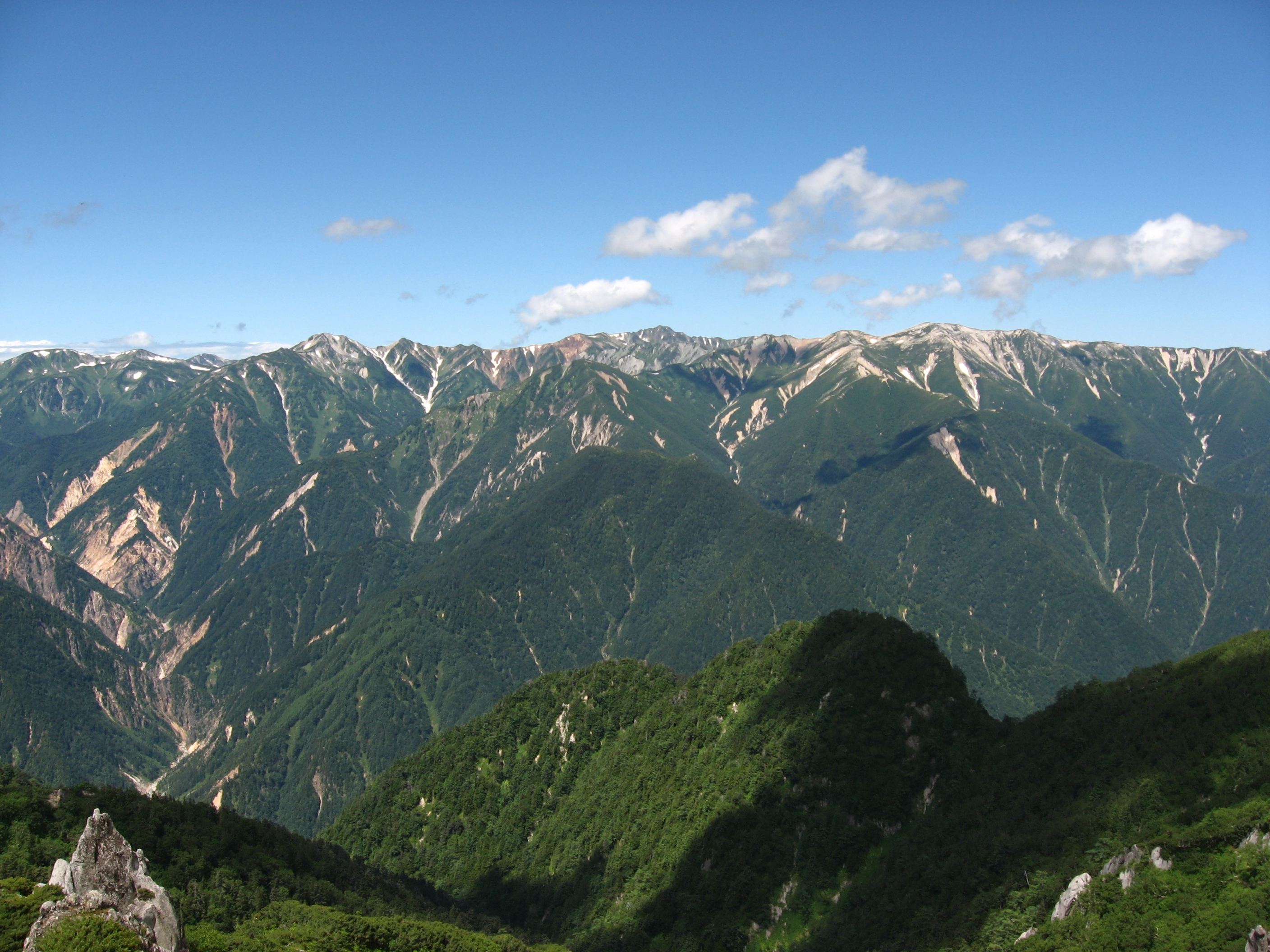
燕山莊眺望
裏銀座（日语：裏銀座）
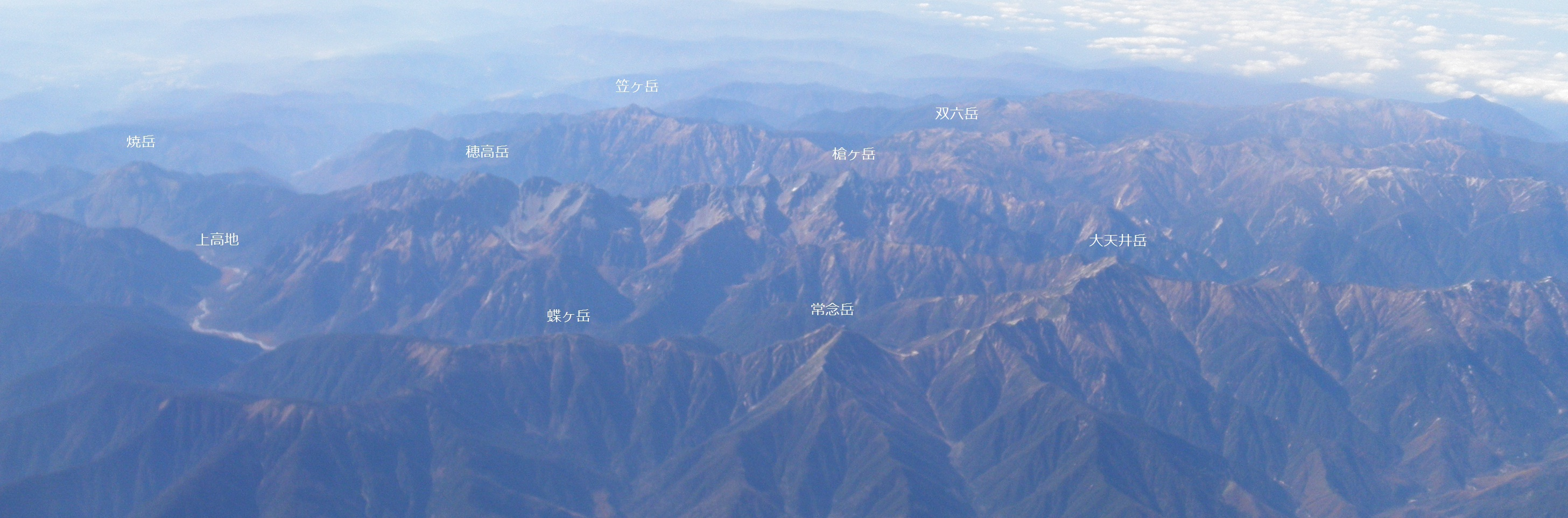
飛驒山脈空拍
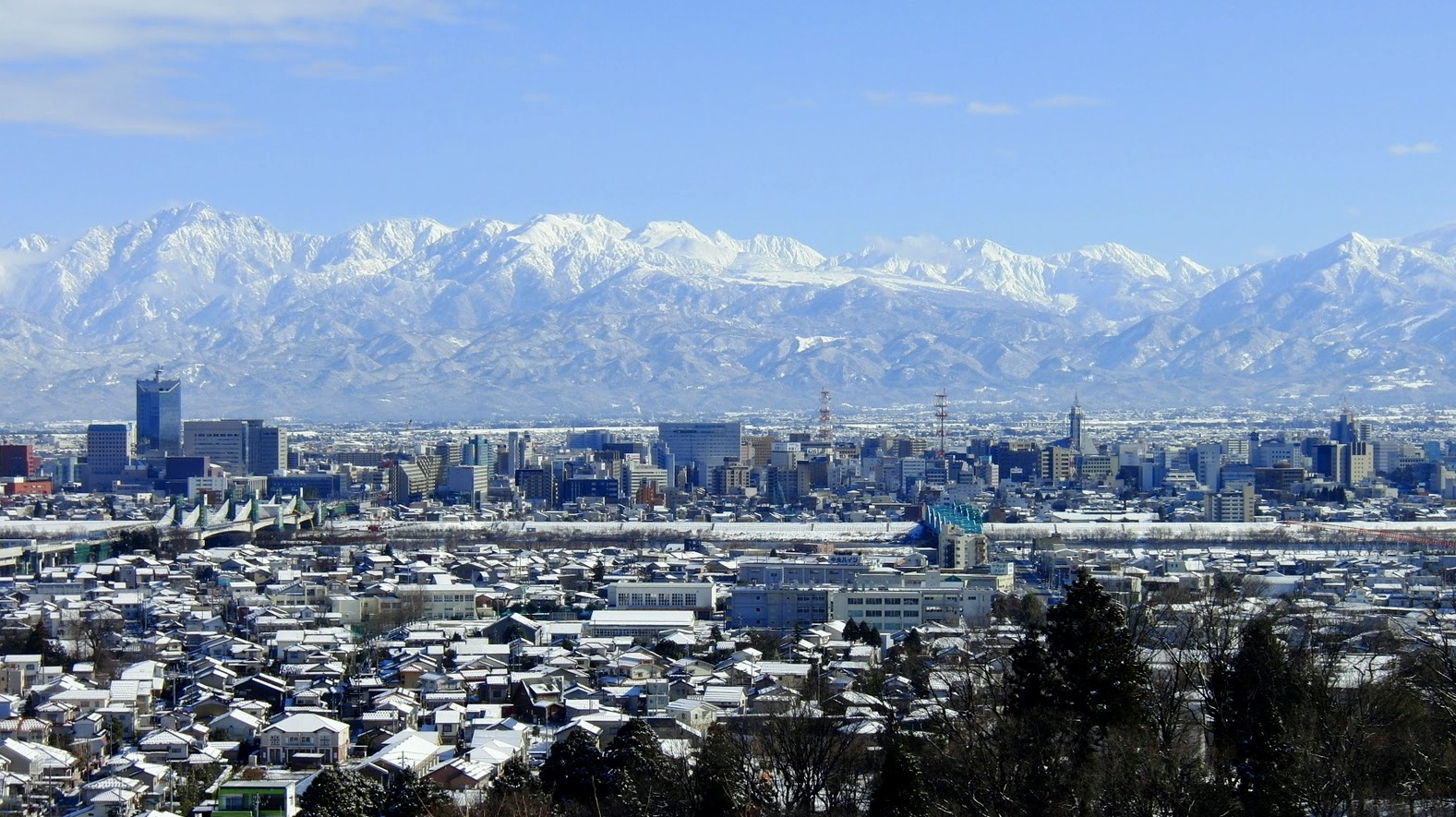
吳羽山（日语：呉羽山）眺望立山連峰

### 資料來源
1. ↑  中部山岳国立公園区域の概要 （页面存档备份，存于） 環境省、2010年12月28日閲覧。
2. 1 2 3  原山智, 大藪圭一郎, 深山裕永 ほか. . 第四紀研究. 2003, 42 (3): 127–140  [2019-11-13]. doi:10.4116/jaqua.42.127.
3. 1 2  及川 輝樹. . 第四紀研究. 2003, 42 (3): 141–156  [2019-11-13]. doi:10.4116/jaqua.42.141.
4. ↑  田村 糸子; 山崎 晴雄. . 地質学雑誌. 2004, 110 (7): 417–436  [2019-11-13]. doi:10.5575/geosoc.110.417.
5. ↑  及川 輝樹. . 地質学雑誌. 2004, 110 (9): 528–535  [2019-11-13]. doi:10.5575/geosoc.110.528.
6. ↑  原山智, 高橋正明, 宿輪隆太 ほか. . 地質学雑誌. 2010, 116 (Supplement): 63–81  [2019-11-13]. doi:10.5575/geosoc.116.S63.
7. ↑  中嶋 健. . 地質学雑誌. 2018, 124 (9): 693–722  [2019-11-13]. doi:10.5575/geosoc.2018.0049.
8. ↑  原山ほか.  (PDF). 地質調査所. 2000  [2019-11-13]. （原始内容 (PDF)存档于2022-07-01）. （页面存档备份，存于）

## 関連項目
- 中部山岳國立公園
- 日本阿爾卑斯： 飛驒山脈（北阿爾卑斯） - 木曾山脈（中央阿爾卑斯） - 赤石山脈（南阿爾卑斯）
- 立山黑部阿爾卑斯山脈路線

## 外部連結
- 日本主要山岳標高（國土地理院） （页面存档备份，存于）
- 北阿爾卑斯山小屋友交會 （页面存档备份，存于）